# Marco Hietala
Marko Tapani Hietala, född 14 januari 1966 i Kuopio i Finland, är f.d. basist och sångare i det finska metalbandet Nightwish, men blev även känd genom heavymetalbandet Tarot som han startade tillsammans med sin bror Zachary Hietala. Som 12-åring började Marco spela gitarr och bas, han började även ta sånglektioner vid den tiden.  År 2001 klev han in som tillfällig basist i Nightwish när Sami Vänskä abrupt slutat. Han var medlem i bandet till Januari 2021 och har satt sin stämpel på Nightwishs musik med sin bas och sina sånginsatser. Hans drömresemål är rymden. Hietalas favorit bland Nightwishs sånger är "The Siren" från albumet "Once".

## Samarbeten och projekt

### Som gäst/sessionsmedlem
1990
- Warmath – Gehenna – (bakgrundssång, keyboard)

1999
- To/Die/For – All Eternity – (bakgrundssång)

2001
- Gandalf – Rock Hell – (bakgrundssång)
- To/Die/For – Epilogue – (bakgrundssång)

2002
- Dreamtale – Beyond Reality – (sång på "Heart's Desire" & "Where the Rainbow Ends")
- Virtuocity – Secret Visions – (sång på "Eye for an Eye" & "Speed of Light")

2003
- Aina – Days of Rising Doom – (sång)
- Altaria – Invitation – (bakgrundssång)
- Charon – The Dying Daylights – (bakgrundssång)
- Evemaster – Wither – (sång på "Wings of Darkness (Tarot cover)")

2004
- Shade Empire – Sinthetic – (sång på "Human Sculpture")
- Timo Rautiainen & Trio Niskalaukaus – Kylmä tila (sång på "Älkää selvittäkö" & "Samarialainen")

2005
- Turmion Kätilöt – Niuva 20 – (bakgrundssång på "Stormbringer (Deep Purple cover)")

2006
- After Forever – Mea Culpa – (sång på singelversionen av "Face Your Demons")
- Amorphis – Eclipse – (bakgrundssång)
- Defuse – Defuse – (sång på "DIB")
- Delain – Lucidity – (sång på 5 spår, basgitarrer)
- Eternal Tears of Sorrow – Before the Bleeding Sun – (bakgrundssång)
- Stoner Kings – Fuck the World – (bakgrundssång)
- Verjnuarmu – Muanpiällinen Helevetti – (bakgrundssång)

2007
- Amorphis – Silent Waters – (bakgrundssång)
- Nuclear Blast - Nuclear Blast All-Stars: Into the Light – (sång på "Inner Sanctuary")
- Machine Men – Circus of Fools – (sång på "The Cardinal Point")

2008
- Ebony Ark – Decoder 2.0 – (sång på 5 spår)

2009
- Amorphis – Skyforger – (bakgrundssång)
- Delain – April Rain – (sång på "Control the Storm" & "Nothing Left")
- Marenne – The Past Prelude – (bakgrundssång)
- Elias Viljanen – Fire-Hearted – (sång på "Last Breath of Love")
- Turmion Kätilöt – Lentävä KalPan Ukko – (bakgrundssång)
- Turmion Kätilöt – Verkko Heiluu – (bakgrundssång)

2010
- Erja Lyytinen – Voracious Love – (sång på "Bed of Roses")

2011
- Grönholm – Silent Out Loud – (Sång på ″Vanity″)

2012
- Delain – We Are the Others – (sång på två bonus livespår på Digipak-versionen)

2013
- A2Z – Parasites of Paradise – (akustisk gitarr på "Nightcrawler", "Caterpillar" & "Praying Mantis")
- Ayreon – The Theory of Everything – (sång)
- Turmion Kätilöt – Technodiktator – (bakgrundssång på "Jalopiina")
- Lazy Bonez – Vol.1 – (duett med Udo Dirkschneider på First to Go – Last to Know)

2014
- Delain – The Human Contradiction – (sång på "Your Body Is a Battleground" & "Sing to Me")

2016
- Avantasia – Ghostlights – (sång på "Master of the Pendulum")

2018
- Ayreon – Ayreon Universe – The Best of Ayreon Live – (sång)
- Dark Sarah – The Golden Moth – (sång på "The Gods Speak")

2019
- Delain – Hunter's Moon – (sång på livespåren)

2020
- Jupiterium – 'King of Spades', en hyllningslåt till Lemmy – (sång)[3]

2021
- Therion – Leviathan – (sång på "Tuonela")
- Circus of Rock – Come One, Come All – (sång på "Sheriff of Ghost")
- Waltari – 3rd Decade - Anniversary Edition – (sång på "Below Zero")
- Mika Jaakola – Dark Slide Inc. – (sång på Soita)

2022
- HiSQ – Flesh and Blood – (sång)

2023
- Delain – Dark Waters – (sång på "Invictus")
- Exit Eden – Run – (sång)

### I studio
Amorphis
- Far from the Sun (2003) – producent
- Eclipse (2006) – producent
- Silent Waters (2007) – producent
- Skyforger (2009) – producent
- The Beginning of Times (2011) – producent

Warmath
- Gehenna (1990) – producent
- Damnation Play (1991) - producent